# پل تاریخی بتوند
پل تاریخی بتوند مربوط به دوره قاجاریه است و در شهرستان مسجدسلیمان، روستای بتوند واقع شده و این اثر در تاریخ ۹ مرداد ۱۳۹۷ با شمارهٔ ثبت ۳۲۰۴۹ به‌عنوان یکی از آثار ملی ایران به ثبت رسیده است.